# Kim Min-seok (lottatore)
Kim Min-seok (Daejeon, 9 febbraio 1993) è un lottatore sudcoreano, specializzato nella lotta greco-romana.

## Palmarès
- Mondiali

Budapest 2018: bronzo nei 130 kg
- Giochi asiatici

Giacarta e Palembang 2018: bronzo nei 130 kg
- Campionati asiatici

Nuova Delhi 2017: oro nei 130 kg
Nuova Delhi 2020: argento nei 130 kg
Ulaanbaatar 2022: argento nei 130 kg